# فانيسا فيرنانديز
فانيسا فيرنانديز (بالبرتغالية: Vanessa Fernandes‏) هي تريثلت برتغالية، ولدت في 14 سبتمبر 1985 في Perosinho ‏ في البرتغال.

## وصلات خارجية
- فانيسا فيرنانديز على موقع الاتحاد الدولي لألعاب القوى (الإنجليزية)
- فانيسا فيرنانديز على موقع الاتحاد الأوروبي لألعاب القوى (الإنجليزية)
- فانيسا فيرنانديز على موقع أرشيف الدراجات (الإنجليزية)
- فانيسا فيرنانديز على موقع اتحاد الترياتلون الدولي (الإنجليزية)
- فانيسا فيرنانديز على موقع IAT Triathlon Database (الإنجليزية)
- فانيسا فيرنانديز على موقع أوليمبيديا (الإنجليزية)